# Truc le Creste
Il Truc le Creste è una montagna del Piemonte alta 827 m s.l.m.; fa parte delle Alpi del Monginevro nelle Alpi Cozie.

## Descrizione

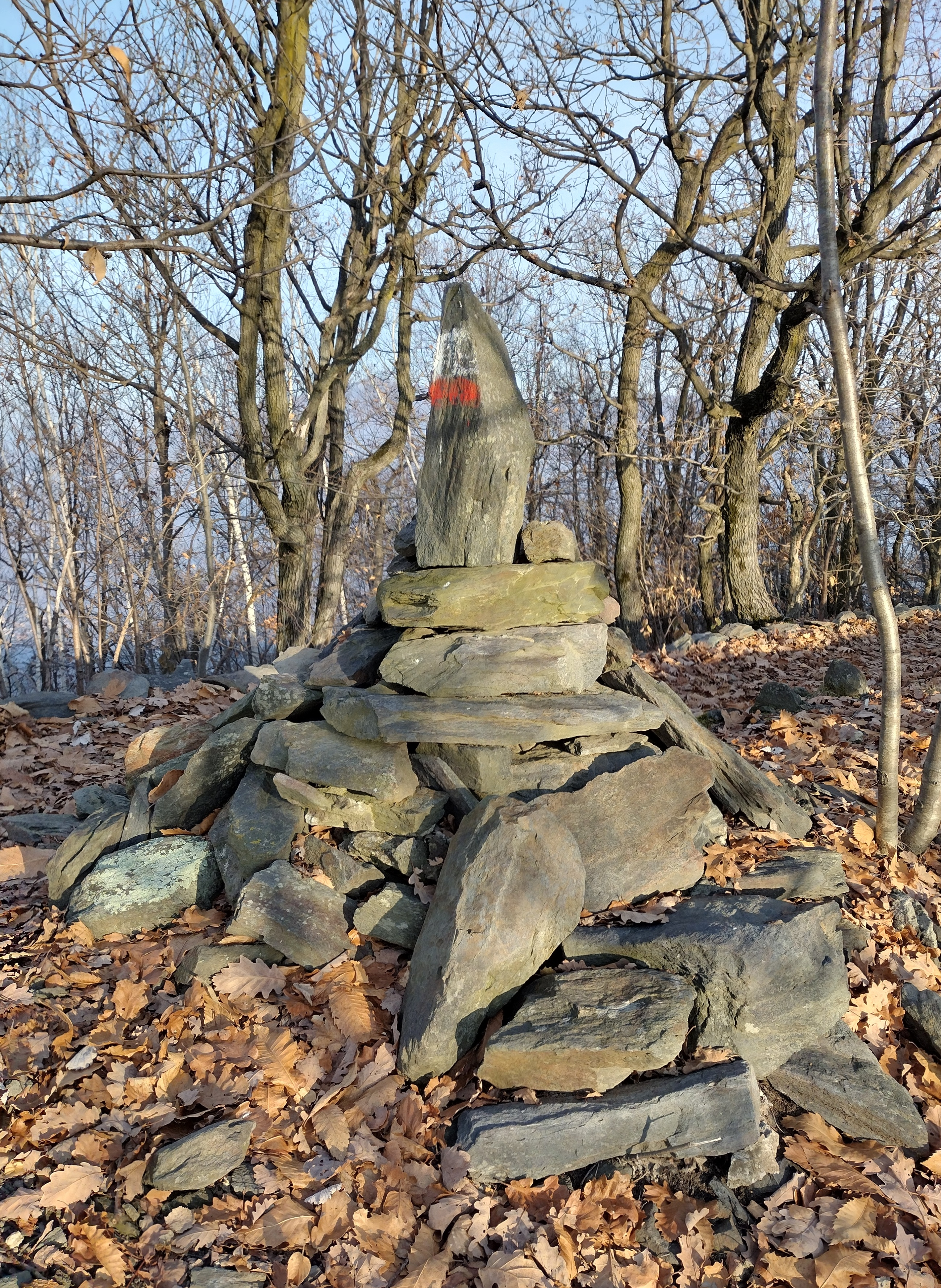
L'ometto sulla sommità

La montagna domina Cumiana e si trova sullo spartiacque che separa la Val Sangone (a nord) dalla Val Chisola. Il crinale occidentale, passando per una modesta elevazione a quota 751 m, scende alla Colletta di Cumiana e risale poi in direzione del Monte Freidour. Ad est lo spartiacque, dopo due insellature chiamate Colle del Teit e Colle Frascà, prosegue in direzione della Montagnazza. 
Per la cima del Truc le Creste passa anche il confine comunale tra Trana e Cumiana. Tutta la zona è coperta da ampi boschi di latifoglie; il punto culminante del Truc è segnalato da un ometto di pietrame.

## Geologia

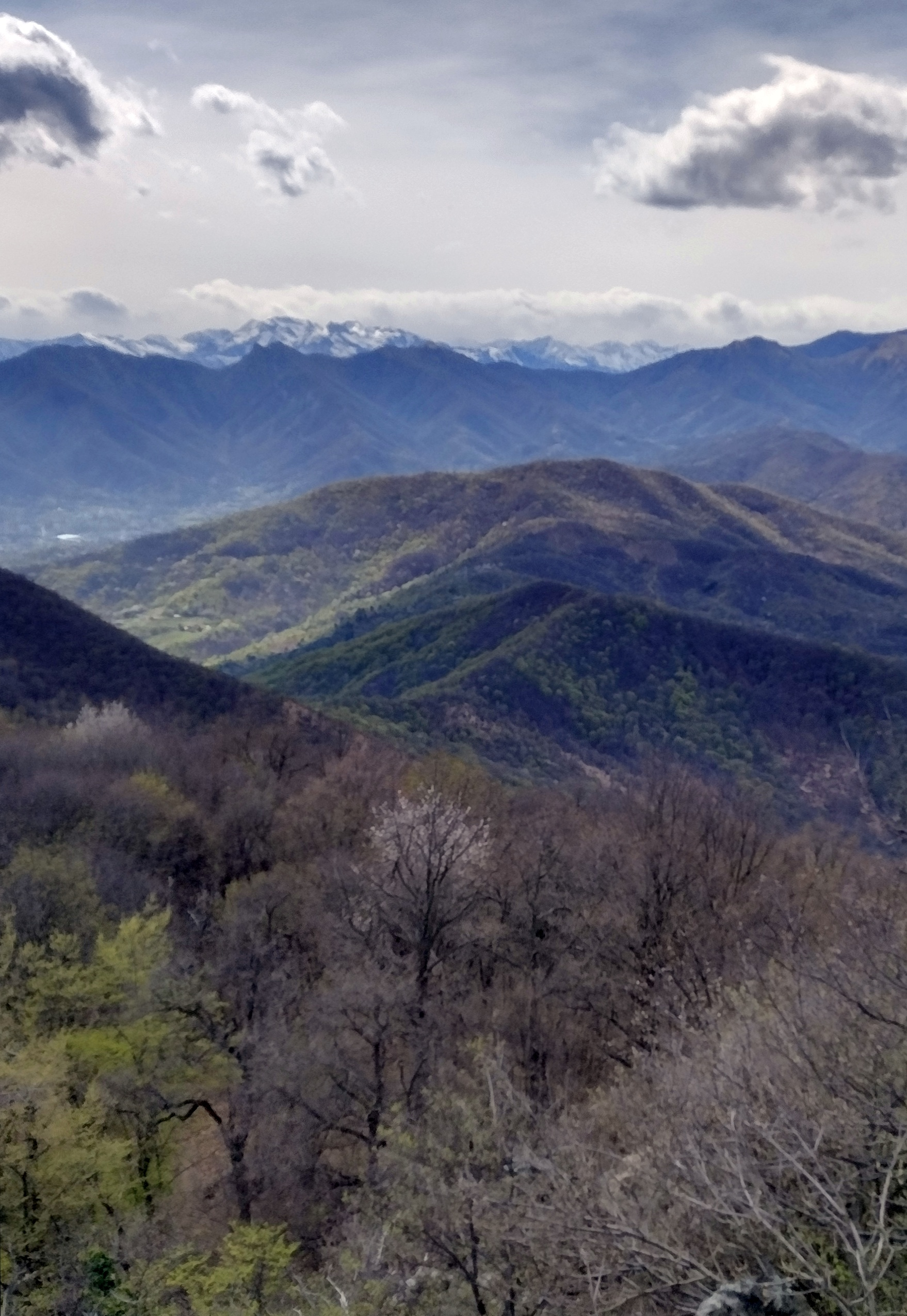
il Truc Le Creste e, sullo sfondo, la zona del Monte Tre Denti

Il Truc le Creste è costituito principalmente di rocce scistose, tra le quali si segnalano micascisti, gneiss e serpentiniti.

## Accesso alla cima
L'accesso alla cima della montagna è di tipo escursionistico. La via più breve segue un sentiero che parte dalla Colletta di Cumiana e percorre in modo abbastanza fedele la cresta occidentale del monte, giungendo sull'ometto di vetta in circa 30 minuti dalla partenza. In alternativa si possono utilizzare altri sentieri che ne percorrono la cresta est e il versante meridionale, ricavando eventualmente itinerari ad anello. Se il tempo è bello la zona è particolarmente indicata per escursioni anche in pieno inverno, data l'esposizione favorevole e la quota relativamente modesta. Il panorama dalla cima durante la stagione estiva è parzialmente limitato dalla vegetazione.

## Cartografia
- 6 - Pinerolese Val Sangone, scala 1:25.000, ed. Fraternali, Ciriè
- 17 - Torino Pinerolo e Bassa Val di Susa, scala 1:50.000, ed. IGC - Istituto Geografico Centrale